# WNF Wn 16
O WNF Wn 16 foi um monomotor monoplano austríaco construído pela Wiener Neustädter Flugzeugwerke GmbH (WNF) no final dos anos 30. Foi construído um único exemplar, usado para testar a frente em triciclo.
Foi desenvolvido por Erich Maidla e originalmente a sua designação era Meindl-van Nes A XV.